# 欧特里沃-拉弗雷斯
欧特里沃-拉弗雷斯（法語：Hauterive-la-Fresse，法語發音：[otʁiv la fʁɛs]）是法国杜省的一个市镇，位于该省南部，属于蓬塔利耶区。该市镇于1823年由原市镇欧特里沃（Hauterive）和拉弗雷斯（La Fresse）合并而成。

## 地理
欧特里沃-拉弗雷斯（46°58'10"N, 6°26'56"E）面积7.46 平方千米，位于法国勃艮第-弗朗什-孔泰大區杜省，该省份为法国东部内陆省份，北起上索恩省，西接汝拉省，东部及东南部与瑞士接壤，东北部与贝尔福地区省接壤。
与欧特里沃-拉弗雷斯接壤的市镇（或旧市镇、城区）包括：莱萨列。
欧特里沃-拉弗雷斯的时区为UTC+01:00、UTC+02:00（夏令时）。

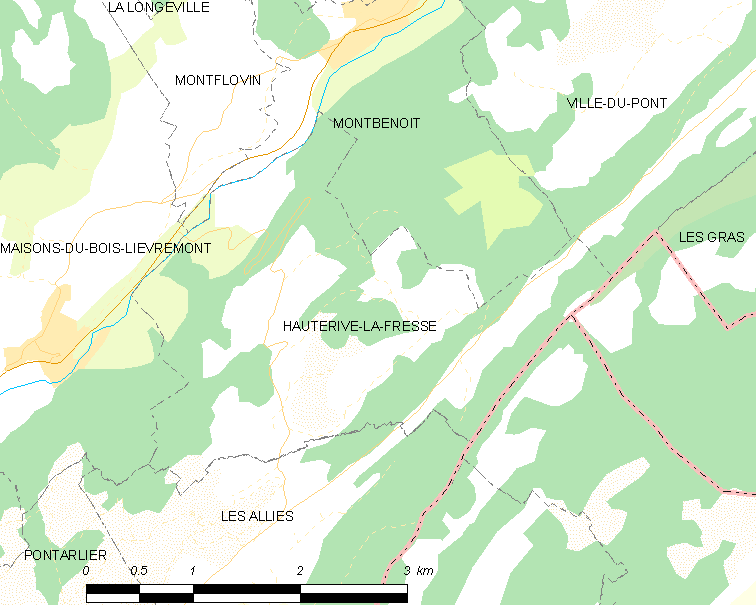
欧特里沃-拉弗雷斯的OSM定位图

## 行政
欧特里沃-拉弗雷斯的邮政编码为25650，INSEE市镇编码为25303。

## 政治
欧特里沃-拉弗雷斯所属的省级选区为奥尔南县。

## 交通
杜省省道D320线经过镇中心，另有省道D47线经过境内东部。

## 人口

1962-2008年间欧特里沃-拉弗雷斯人口变化图示

欧特里沃-拉弗雷斯于2022年1月1日时的人口数量为227人。